# John Baker Saunders
John Baker Saunders, Jr. (Montgomery, 23 settembre 1954 – Seattle, 15 gennaio 1999) è stato un musicista statunitense.
È stato membro fondatore e bassista per il supergruppo rock American grunge denominato Mad Season, ed anche un componente dei The Walkabouts. È morto per una overdose di eroina.